# Щепятина
Щепятина (рос. Щепятина) — присілок у Брасовському районі Брянської області Росії. Входить до складу муніципального утворення Веребське сільське поселення.
Розташований за 4 км на схід від села Турищеве, за 1 км від кордону з Орловською областю. Постійне населення з 2008 року відсутнє.

## Історія
Згадується з XVII століття в складі Самовської волості Карачевського повіту, у 1778—1782 в Луганському повіті. З 1782 по 1928 рр. — в Дмитрівському повіті Орловської губернії (з 1861 — у складі Турищевської, пізніше Веребської волості; з 1923 в Глодневській волості).
Належав до парафії села Турищеве. У 1900 році була відкрита школа грамоти (пізніше перетворена в церковно-парафіяльну). У XIX столітті — володіння Тімонових, Малішевських, Іванових та інших (сільце).
З 1929 року — в Брасовському районі. З 1920-х рр. по 1954 і в 1997—2005 рр. в Турищевській сільраді, в 1954—1997 в Чаянській сільраді.

## Населення
Постійне населення з 2008 року відсутнє.
У минулому чисельність мешканців була такою:
| Роки      | 1858 | 1866 | 1878 | 1897 | 1920 | 1926 | 1979 | 1989 | 2002 | 2010 |
| --------- | ---- | ---- | ---- | ---- | ---- | ---- | ---- | ---- | ---- | ---- |
| Населення | 208  | 419  | 446  | 640  | 776  | 659  | 83   | 36   | 11   | 0    |